# Brookline (Massachusetts)
Brookline is een Amerikaanse plaats en gemeente met 57.107 inwoners in Norfolk County in de staat Massachusetts. Brookline maakt als zodanig deel uit van de agglomeratie Groter Boston. De plaats dankt enige bekendheid aan het feit dat John F. Kennedy hier werd geboren. Zijn geboortehuis is nu een museum.
De eerste bewoning in Brookline wordt rond 1600 gedateerd. Brookline kreeg zijn naam in 1705, en werd vermoedelijk genoemd naar het landgoed "Brooklin" van de familie Sewall, dat tussen de riviertjes (brooks) de Charles en de Muddy River lag. Deze naam komt waarschijnlijk weer van het Nederlandse Breukelen.
De gemeente is voornamelijk een forensenplaats. Ook zijn er binnen de grenzen verschillende instellingen voor (hoger) onderwijs gevestigd.
In de zogenaamde Netherlands Road staat een kopie van het 16e-eeuwse Stadhuis van Franeker.

## Geboren
- William A. Wellman (1896-1975), filmregisseur
- Joseph P. Kennedy jr. (1915-1944), officier, vliegenier en oudere broer van John F. Kennedy
- John F. Kennedy (1917-1963), 35e president van de Verenigde Staten
- Mike Wallace (1918-2012), journalist, televisiepresentator en mediapersoonlijkheid
- Robert F. Kennedy (1925-1968), advocaat en politicus; jongere broer van John F. Kennedy
- Jean Kennedy Smith (1928-2020), lid van de familie Kennedy
- Barbara Walters (1929-2022), journaliste, schrijfster en mediapersoonlijkheid
- Michael Dukakis (1933), Democratisch politicus
- Barry Gordon (1948), acteur, stemacteur radiopresentator, zanger en leraar
- Jon Krakauer (1954), alpinist, journalist en auteur
- Karolyn Kirby (1961), beachvolleyballer
- Conan O'Brien (1963), televisiepresentator
- John Hodgman (1971), acteur, auteur en komiek

## Ryder Cup
In 1999 werd de Ryder Cup in Brookline gespeeld en door de Amerikanen gewonnen.